# Hachiko: Povestea unui câine
Hachiko: Povestea unui câine (în engleză Hachiko: A Dog's Story sau Hachi: A Dog's Tale) este un film dramatic american din 2009, bazat pe povestea adevărată a câinelui Hachikō. Filmul a fost regizat de Lasse Hallström, după un scenariu de Stephen P. Lindsey, Kaneto Shindo; cu Richard Gere, Joan Allen și Sarah Roemer în rolurile principale. Subiectul este un remake al filmului din 1987 în limba japoneză, Hachikō Monogatari (ハチ公物語?), literalmente "Povestea lui Hachiko".
Premiera filmului a avut loc la Seattle International Film Festival, pe 13 iunie 2009, iar lansarea în cinematografe a avut loc pe 8 august (același an) în Japonia. Pe parcursul anilor 2009 și 2010 filmul a mai fost lansat în peste 25 de țări. Încasările totale la box office au atins cifra de $46,7 milioane (ianuarie 2011).

## Sinopsis
Filmul este o dramă inspirată dintr-o poveste reală, petrecută în Japonia în prima parte a secolului XX. Personajul lui Richard Gere, profesorul Parker Wilson găsește într-o zi, coborând din tren, un cățeluș pe care se hotărăște să-l ducă acasă și să-l păstreze, formând un cuplu de nedespărțit. Câinele vine în fiecare zi la gară, la aceeași oră pentru a-și aștepta stăpânul, ajungând să îl cunoască toată lumea.
Personajele principale sunt profesorul și câinele găsit în gară. La început, știind că soția sa nu va fi de acord cu păstrarea lui, pune anunțuri prin oraș. Totul ia însă o altă întorsătură când chiar ea le zice unor doritori că animalul găsit are deja o familie, pe cea a ei, chiar dacă Hachi i-a distrus o machetă la care a lucrat luni de zile. Cel mai bucuros de această decizie este, binențeles, profesorul. Câinele se atașează foarte mult de cel care l-a găsit, atât de mult încât își însoțește în fiecare dimineață stăpânul la gară și îl așteaptă în fiecare seară in fata garii să se întoarcă de la locul de muncă. Într-o zi nefastă însă profesorul suferă un accident cerebral și decedează, neîntorcându-se niciodată acasă cu trenul. Timp de 10 ani Hachiko merge zi de zi la stația de cale ferată pentru a-și întâmpina stăpânul, uimindu-i pe localnici prin devotamentul lui și predându-le acestora o lecție despre iubire și compasiune.
Dincolo de această poveste , început este cel care reușește să mențină interesul viu pe tot parcursul acțiunii. Filmul începe într-o sală de clasă, unde niște copii vorbeau despre eroii lor. Printre aceștia se numără și nepotul profesorului, care vorbește despre povestea minunată a bunicului său și a lui Hachiko, eroul despre care a ales să vorbească. Este interesant faptul că deși spune că nu a mai ajuns să-și cunoască bunicul fiindcă a murit când el era foarte tânăr, atunci când aude povestea despre el și Hachiko, simte de parcă îi cunoaște.

## Distribuție
- Chico, Layla și Forrest - Hachi
- Richard Gere - Profesor Parker Wilson
- Joan Allen - Cate Wilson, soția profesorului
- Sarah Roemer - Andy Wilson, fiica cuplului
- Cary-Hiroyuki Tagawa - Ken Fujiyoshi
- Jason Alexander - Carl Boilins
- Erick Avari - Jasjeet
- Davenia McFadden - Mary Anne
- Kevin DeCoste - Ronnie
- Tora Hallström - Heather

## Muzică

### Tracklist
1. "Japan" (03:26)
2. "New Home" (01:47)
3. "The Foot" (02:40)
4. "Dance Rehearsal" (02:15)
5. "Storm and the Rescue" (01:36)
6. "The Second Dance" (00:51)
7. "Under the Fence" (01:51)
8. "Treats from Cate" (01:52)
9. "Parker's Dance Played on Piano" (03:42)
10. "Parker and Hachi Walk to the Station" (02:04)
11. "Baby" (01:23)
12. "Marriage Bath" (03:27)
13. "Fetch" (02:12)
14. "To Train Together" (03:25)
15. "Packing Boxes" (02:15)
16. "Parker and Hachi" (03:28)
17. "Hachiko Runs Away" (04:27)
18. "Memory of the Storm" (01:36)
19. "Hachi Waiting for Parker Again" (02:51)
20. "Hachi's Last Trip to the Station" (02:06)
21. "Goodbye" (02:10)
22. "Hachi, Parker, Cate and Memories" (03:58)
23. "Hachi's Voice (Version 1)" (Bonus track) (00:14)
24. "Hachi's Voice (Version 2)" (Bonus track) (00:10)
25. "Hachi's Voice (Version 3)" (Bonus track) (00:11)
26. "Hachi's Voice (Version 4)" (Bonus track) (00:09)